# Shart – Die Herausforderung
Shart – Die Herausforderung ist ein Bollywoodfilm aus dem Jahr 2004.

## Handlung
Karan und Sonam sind ein Paar und wollen bald heiraten. Selbst Karans Eltern stimmen der Heirat zu, obwohl sie wissen, dass Sonam keine Kinder kriegen kann und sie sehr gerne Enkelkinder hätten.
Doch bevor es so weit ist, schließen sie eine Wette: Karan muss es schaffen, dass sich ein Mädchen unendlich in ihn verliebt. Gewinnt er, muss Sonam ihm etwas schenken. Karan liebt Wetten und willigt ein, da er fest überzeugt ist die Wette zu gewinnen. Die Wahl des Mädchens fällt auf die schöne Milliardärstochter Sarayu, da sie keinen Freund hat.
Während Karan versucht Sarayus Herz zu erobern, reist Sonam mit Karans Eltern in den Urlaub. Karans einziges Hindernis auf dem Weg zum Erfolg ist Sarayus Bruder Nanda.
Aber als Sarayu plötzlich ans Heiraten denkt, tun sich neue Probleme für Karan auf. Selbst als sie von der Wette erfährt, verzeiht sie ihm. Mittlerweile ist Sonam von der Reise zurück und merkt wie sehr sich Sarayu in Karan verliebt hat. Um dem neuen jungen Glück nicht im Wege zu stehen, beschließt sie ihn zu verlassen und fortzugehen. Doch bevor sie geht, beichtet sie Karan ihre Lüge: Sie hätte keine Kinder kriegen können, da sie einen Unfall gehabt hatte.

## Hintergrund
Der Film ist ein Remake des Telugu-Films Badri, in dem Amisha Patel die weibliche Hauptrolle spielte.